# Robert Saar
Robert Saar (* 24. Mai 1925 in Bad Kissingen; † 21. September 1976 in Köln-Porz) war ein deutscher Komponist, Pianist und Organist.

## Leben
Robert Saar, mit zwölf Jahren erblindet, erhielt schon in früher Kindheit Klavierunterricht. Er studierte zunächst an der Musikschule in Bad Kissingen, später an der Hochschule für Musik Würzburg – u. a. bei Franz Xaver Lehner. Er besuchte die Darmstädter Ferienkurse und erhielt Anregungen durch Hans Werner Henze und Wolfgang Fortner. In Willy Spilling, dem Leiter der Musikabteilung des Studios Nürnberg vom Bayerischen Rundfunk, hatte er einen Förderer, weshalb dort auch viel von ihm aufgenommen wurde.
Schon in jungen Jahren als Student (1953) komponierte er Werke, die auch zur Aufführung kamen. Damals war allerdings die musikalische Blindenschrift noch nicht so verbreitet, die er auch nicht beherrschte. Saar zeichnete die von einem Korrepetitor – an der Würzburger Musikhochschule arbeitete er eng mit seinem Freund Karl Haus zusammen – nach seinen Vorgaben gespielte Musik mit einem kleinen Blindendiktiergerät auf und suchte sich alles am Klavier zurecht. Nach derselben Methode komponierte er seine Werke.
Saar erhielt 1958 den Förderpreis zum Preis der Stadt Nürnberg in Höhe von 1500 DM. Doch trotz früher Erfolge verdrängte der sich wandelnde musikalische Geschmack vom Freitonalen zu atonaler, serieller oder elektronischer Musik seine Kompositionen von den Spielplänen.
In den Jahren von 1967 bis zu seinem Tod (1976) lebte der Komponist in Köln-Porz. Aus Resignation über anhaltende Misserfolge komponierte er ab 1968 nicht mehr. In den letzten Jahren seines Lebens arbeitete er als Kritiker, Klavierlehrer, Korrepetitor an einer Ballettschule und gelegentlich auch als freischaffender Künstler. Er starb 1976 an den Folgen einer Krebserkrankung.

## Werke
- Konzert für Kammerorchester und Violoncello, 1960.
- Vier Antiphonen nach biblischen Weissagungen für Cello und Orgel
- A-cappella-Messe, 1953.
- Konzert für Oboe und Orchester, 1956.
- Fröhliche Heimkehr
- Liederzyklus Wann die Kinder weinen wollen. Allerlei lustige Weisen auf allerlei schreckliche Bilder von Heinrich H. Roggendorf
- "Unter den Linden" musikalische Erzählung nach Walther von der Vogelweide für Chor SATB

## Ehrungen
- In Bad Kissingen gab es von 1992 bis 1998 den Robert-Saar-Gesangswettbewerb als Teil der vom Komponisten Gernot Tschirwitz gegründeten und geleiteten Bad Kissinger Klaviertage.[4] Zu dessen Preisträgern gehörte als Anfänger u. a. der Opernsänger Markus Eiche.